# Axoxô
Axoxô ou oxoxô é um prato típico da cozinha afro-baiana e também uma comida ritual dos orixás Oxóssi, Ogum e Olocum no candomblé e umbanda. Possui duas versões: uma consistindo em milho vermelho cozido, e outra em feijão-fradinho com carne-seca, cebola, pimenta-do-reino, cheiro-verde, tomate e pimentão. Quando oferendado para Ogum, é refogado com cebola ralada, camarão-seco defumado, sal e azeite de dendê. Quando oferendado para Oxóssi, o milho cozido é misturado com melaço (mel de cana-de-açúcar: não confundir com mel de abelha, que é o grande euó deste orixá) e enfeitado com fatias de coco sem casca.